# Norman’s Cay
Norman’s Cay ist eine kleine Insel, die zu den Exuma Cays (Distrikt Exuma) der Bahamas gehört und für ihren Fischreichtum bekannt ist. Die Insel befand sich ab 1978 im Besitz von Carlos Lehder Rivas und wurde bis 1982 als Hauptquartier für den Drogenschmuggel des kolumbianischen Medellín-Kartells genutzt.
Vor Norman’s Cay liegt eine gesunkene Curtiss C-46 an der Position 24° 35′ 40″ N, 76° 48′ 36″ W. Dieses Flugzeugwrack wird oft fälschlich als DC-3 bezeichnet, da diese in Aussehen und Größe mit der Curtiss C-46 ungefähr übereinstimmt.
Ende 2016 wurde die Insel von den Eigentümern an Billy McFarland vermietet, der hier Werbeaufnahmen für sein Fyre Festival anfertigen ließ. Nachdem dieser sich aber nicht an Vereinbarungen gehalten hatte, wurde der Mietvertrag beendet.